# Corba papallona transcendent

La corba papallona transcendent.

La corba papallona transcendent és una corba plana transcendent descoberta per Temple H. Fay en 1989. La corba ve donada per les equacions paramètriques següents:
{\displaystyle x=\sin(t)\left(e^{\cos(t)}-2\cos(4t)-\sin ^{5}\left({t \over 12}\right)\right)}
{\displaystyle y=\cos(t)\left(e^{\cos(t)}-2\cos(4t)-\sin ^{5}\left({t \over 12}\right)\right)}
o per l'equació polar següent:
{\displaystyle r=e^{\sin \theta }-2\cos(4\theta )+\sin ^{5}\left({\frac {2\theta -\pi }{24}}\right)}